# Stevns

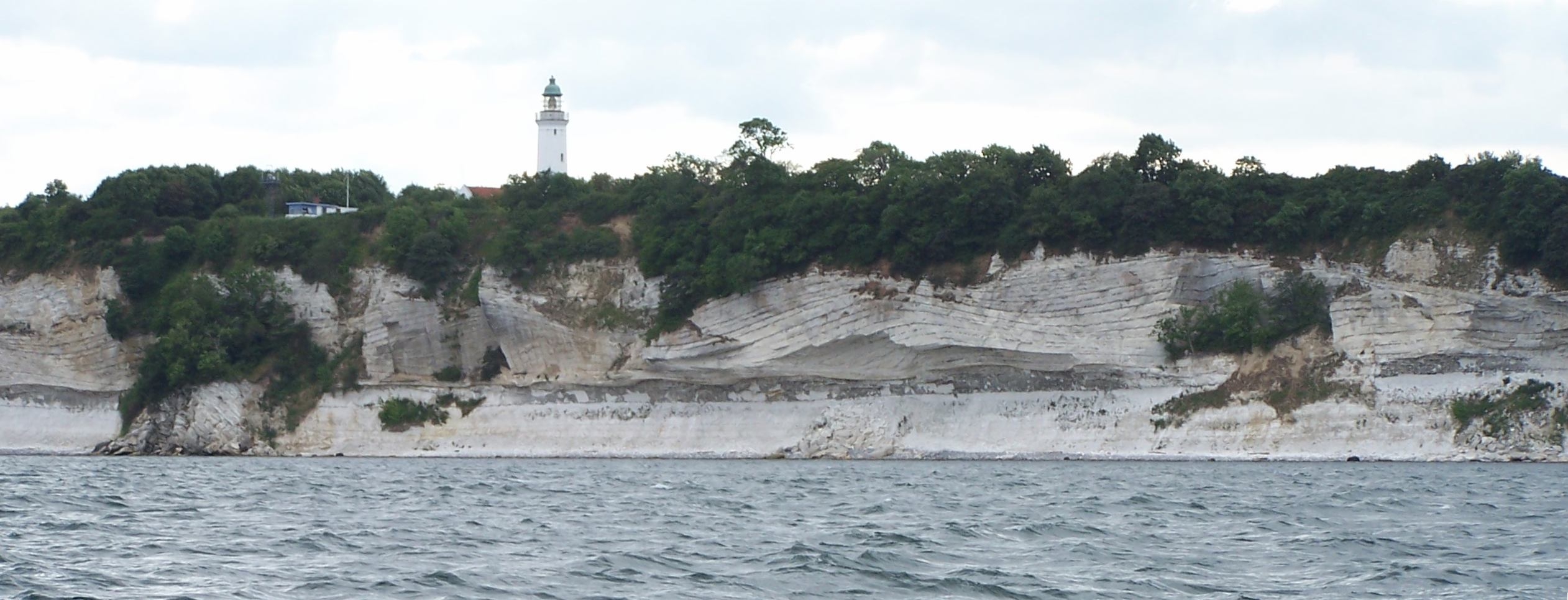
Stevns Klint

Stevns ist eine Halbinsel im Osten der dänischen Hauptinsel Seeland südlich der Køge Bugt. Sie wird von Seeland durch die drei Flüsschen Stevns Å, Tryggevælde Å und Kildeå getrennt. Über die meisten Einwohner verfügt Strøby Egede, zentraler Ort ist jedoch Store Heddinge. Verwaltungsmäßig gehört der größte Teil der Halbinsel zur Stevns Kommune in der Region Sjælland.
Der Maglehøj und zahlreiche eisenzeitliche Gräberfelder (Himlingøje) zeugen von der Bedeutung der Halbinsel von der Steinzeit bis in die ersten Jahrhunderte n. Chr.

## Sehenswürdigkeiten
Die 41 Meter über dem Meeresspiegel liegende Stevns Klint wurde 2014 auf die Liste des UNESCO-Welterbes aufgenommen. Diese Klippe gehört zu den schönsten Sehenswürdigkeiten.